# Версајска оранжерија
Версајску оранжерију (француски: Orangerie du château de Versailles) саградио је Жил Арден-Мансар између 1684. и 1686. године, замењујући дизајн Луја ле Воа из 1663. године - то јест, пре него што су радови на Дворцу и започели. То је пример многих таквих престижних проширења великих вртова у Европи који су дизајнирани да заштите нежне биљке и импресионирају посетиоце. Вртови Луја XIV више нису били само уточиште за њега да би прошетао, већ и театрална поставка за забаву гостију на двору. Током зиме дрвеће је било смештено у простору сличном катедрали, а током најхладнијих месеци баштовани су ложили ватру како би загрејали простор око дрвећа. 1689. вртлар Валентан Лопан је створио уређај за транспорт и померање великих стабала поморанџи. Већина дрвећа су стабла цитруса која су првобитно испоручена из Италије, али има и много нежних медитеранских биљака, укључујући олеандере, маслине, нар и палме, укупно преко 1.055. Од маја до октобра, стављају се на отворено у Доњи партер („Parterre Bas“).

## Привлачност цитруса
Горка поморанџа (Citrus × aurantium) у Европу је донета у петнаестом или шеснаестом веку. У почетку је то била скупа намирница. Средњевековни кувари тачно наводе на колико кришки поморанџе је имао право гост достојанственик. Цитруси су убрзо постали мода племства и богатих трговаца. До шеснаестог века слатке поморанџе (Citrus × sinensis) су се добро примиле и обезбедиле комерцијални значај у Европи.
У Француској је прву оранжерију изградио и опскрбио Шарл VIII Валоа у дворцу Амбоаз. Сви се слажу да је долазак слатке поморанџе у Европу био повезан са активностима Португалаца током петнаестог века, а посебно путовањима Васка де Гаме на исток. Иако су Римљани били упознати са лимуном и поморанџама, као и са различитим врстама цитруса, поморанџе (горке и слатке) и лимунови су у Европу стигли у различитим вековима.
Задржавајући воду и хранљиве састојке и користећи технике орезивања, француски вртлари су успели да агруми цветају током целе године, на радост Луја XIV. Мотиви цитруса су током историје формирали теме у скулптури, мозаицима, везу, ткању, сликама и песмама, а цветови поморанџе остали су цењени као цветни украси на венчањима. Међутим, током путовања у Версај, Џон Локе је писао о изгледу дрвећа наводећи да сандуци у које су дрвеће засађено нису омогућавали правилно укорењивање узрокујући да дрвеће развије јединствени облик са малим главама и дебелим стаблима.

## Опис
Уз централну галерију налазе се две бочне галерије смештене испод „Степеништа сто корака“ (тако названо јер свако степениште има 100 степеница). Три галерије затварају Доњи партер (Parterre Bas), такође назван „Партер оранжерије“. Зидови ових галерија дебели су 4-5 метара (13—16 стопа), а централна галерија дуга је преко 150 м и висока 13 м. Централна галерија окренута је ка југу како би оптимизовала природне ефекте сунчевог загревања, што у комбинацији са двоструким застакљивањем прозора пружа окружење без мраза и без употребе вештачког грејања током целе године.
У средишту Доњег партера налази се велики кружни базен, окружен формалним травњацима засађеним топијаром. Од маја до октобра, дрвеће поморанџе и друго дрвеће изложено је у Доњем партеру. Укупно постоји преко 1.000 различитих контејнера, са неколико стабала нара, маслина и поморанџи старих преко 200 година.

### Скулптуре
Оранжерија садржи бројне статуе од којих је најпознатији коњаник Луј XIV, Ђованија Лоренца Бернинија, најистакнутијег вајара барокног периода. Луј XIV је био незадовољан изгледом Бернинијеве статуе, наредивши њено уништење када ју је први пут видео 1685. године. Луј је био вешт коњаник и осећао је да су поза и драма скулптуре у супротности са његовим краљевским достојанством. Наговорили су га да статуу пребаци на удаљено место у башти, на северној страни базена Нептуна, и позвао је свог омиљеног скулптора Франсоаза Жирардона да преобликује лице и основу статуе. Преуређен да изгледа као приказ древног римског хероја Маркуса Куртијуса, премештен је на северну страну Швајцарског језера (Pièce d'eau des Suisses), насупрот границе партера Оранжерије, где је стајао вековима.
У другом делу Оранжерије налази се осмоугаоно мермерно купатило, које је некада припадало Лују XIV. Првобитно је било инсталирано у раскошном купалишном комплексу од пет соба који је припадао краљевој љубавници, госпођи де Монтеспан.
У оранжерији се налазило многих бронзаних реплика класичних скулптура. 1701. године бронзани Херкул постављен је у Версају, а теме реплика су одражавале владавину Луја XIV. Нека дела италијанске ренесансе у баштама укључивали су примерке Бахуса и Дијане.

## Под Лујем XIV
Првобитно завршена 1663. године, Оранжерија је требало да снабдева много мању ловачку кућу Версаја и малу свиту коју ће Луј XIV водити са собом лети. 1678. године, након што се Суд званично преселио у Версај, Жил Арден-Мансар започео је проширење Оранжерије, на двоструку величину оригинала. Довршени 1688. године, зидани павиљони нове Оранжерије направљени су по узору на теорије хортикултуристе Жан-Батиста де Ла Кантинија, главног баштована задуженог за башту воћа и поврћа, чији су записи детаљно описали систем заштите егзотичних биљака од хладноће без употребе вештачког грејања.
Када је Луј XIV остарио, постао је алергичан на цвеће и више је волео мирис цитруса развијајући љубав према стаблима поморанџе. Наредио је да се ставе у чврсте сребрне посуде и ставио их широм државних просторија Палате како би ширили мирис. Оранжерија је требало да опскрби палату и обезбеди воће током целе године. 1664. године, годину дана након што је завршена прва Оранжерија, Луј XIV је свог бившег министра финансија Николу Фукеа, осудио због неправилности. Фукеу је одузета имовина, укључујући преко 1000 стабала поморанџе из палате Vaux-le-Vicomte која су пребачена у Оранжерију.
Са неколико хиљада стабала до 1790-их, Оранжерија је била највећа те врсте у Европи и главна атракција за посете дипломата и страних краљевских породица. Године 1698. британски амбасадор у Француској, Вилијам Бентинк, први гроф од Портланда, известио је краља Вилијама III да је видео стабла поморанџи у Версају, али је оценио да су лошија од Вилијамове колекције у Холандији.

## Локација у башти
Версајска оранжерија је испод цветне леје познате као „Средњи партер“ (Parterre du Midi). Његова централна галерија је дужине 155 м, а његова предња страна је усмерена према југу. "Доњи партер" са своје јужне стране омеђен је оградом која гледа на Сен Сир л'Екол. Ово га одваја од „швајцарског језера“.

## Галерија
- Поглед на швајцарско језерце са Оранжерије
- Поглед из ваздуха на "Средњи партер", "Партер оранжерије" и Швајцарско језерце
- Унутрашњост Версајске оранжерије: централна галерија
- Поглед на Оранжерију 1695. године како су је сликали Етијен Алегран и Жан-Батист Мартан
- Поглед преко швајцарског језера
- Коњичка статуа краља Луја XIV од Бернинија